# Adolf Benda
Adolf Benda (27. listopadu 1845 Jablonec nad Nisou – 12. listopadu 1878 Jablonec nad Nisou) byl český regionální historik, vedoucí městské rady, sklář a šperkař. Tento povoláním rytec skla byl také významnou postavou veřejného a společenského života v Jablonci. Byl členem městské správní rady a pracoval pro železnici Duchcov-Podmokly. Benda je nejznámější jako autor díla Geschichte der Stadt Gablonz und ihrer Umgebung (Dějiny města Jablonce a jeho okolí) z let 1876-77.

## Biografie
Benda se narodil 27. listopadu 1845 do rodiny českých Němců v Jablonci nad Nisou. Většina zdrojů uvádí, že se narodil roku 1845 a zemřel roku 1878, nicméně některé zdroje uvádějí i roky 1841 a 1876.
Byl poslední z významného rodu rytců skla z Jizery, který v regionu působil už po staletí. Jeho otec Edward Benda (1819 – 1901) byl členem střeleckého sboru v Jablonci nad Nisou (Schützenkorps). Benda navštěvoval místní školu a posléze se vyučil rytcem. V roce 1866 se jako příslušník císařské armády zúčastnil prusko-rakouské války. Po návratu se začal intenzivně zabývat místními dějinami.
Benda se stal významnou postavou veřejného a společenského života v Jablonci, členem řady spolků a městské rady. Obzvláště se angažoval ve spolku pro podporu průmyslu a vzdělání (Industrieller Bildungs und Unterstützungsverein), protože si uvědomoval význam vzdělání pro ekonomický rozvoj. Od roku 1872 měl na starosti spolkovou knihovnu a od roku 1875 až do své smrti byl prezidentem sdružení Pindtera Heinricha. Benda byl rovněž významným liberálním aktivistou regionu a spolu s Herbertem Gutmanem, Dr. Morizem Aronem a Richardem Ledererem pracoval pro správní radu železnice Duchcov-Podmokly.
Nejvíce proslul jako autor díla Geschichte der Stadt Gablonz und ihrer Umgebung (Dějiny města Jablonce a jeho okolí), které vyšlo krátce před jeho smrtí v letech 1876-77. Kniha, psaná z pohledu jabloneckých řemeslníků, byla prvním úplným přehledem historie města, jeho hospodářského života, obchodního rozvoje a občanské společnosti. Ve své práci Benda uvedl, že ve srovnání s rokem 1865, kdy měl Jablonec pouhých 69 obyvatel, jich v roce 1876 žilo v celém okrese 145. Třetí část knihy je věnována husitským válkám Prusů a Rakušanů; Benda, stejně jako jeho otec, se zajímal o vojenství a zbraně. Čtvrtá část knihy se zabývá místní správou a soudními a okresními záležitostmi. Pátá část – o průmyslu – mapuje významné místní podniky na výrobu lněného plátna, látky, papírových krabic, olejomaleb a skla. Kniha se také věnuje etnografii města a zahrnuje místní pověry, pověsti a legendy.
Na podzim 1878 se Benda nakazil břišním tyfem a zemřel 12. listopadu 1878 ve věku nedožitých 33 let. Dnes je Bendova kniha o historii Jablonce nad Nisou vystavena ve studovně Muzea skla a bižuterie v Jablonci.